# وادی فراغه
وادی فراغه (به عربی: وادي فراغة) یک شهرداری در الجزایر است که در استان قالمه واقع شده‌است.
 وادی فراغه  ۶٬۶۳۶ نفر جمعیت دارد.